# Čižatice
Čižatice és un poble i municipi d'Eslovàquia. Es troba a la regió de Košice, a l'est del país.

## Història
La primera referència escrita de la vila data del 1299.

## Demografia
| Godina             | 1994 | 2004   | 2014   | 2024   |
| ------------------ | ---- | ------ | ------ | ------ |
| Nombre de persones | 362  | 364    | 385    | 409    |
| Diferència         |      | +0,55% | +5,76% | +6,23% |

| Godina             | 2023 | 2024   |
| ------------------ | ---- | ------ |
| Nombre de persones | 403  | 409    |
| Diferència         |      | +1,48% |